# Rolf Lammers
Rolf Lammers is een Duits musicus uit Keulen. Hij speelde als toetsenist voor The Singing End, Bläck Fööss en L.S.E. Als songwriter en producer was hij actief voor zowel deze bands als andere artiesten. Daarnaast heeft hij een eigen muziekuitgeverij. Als sessietoetsenist speelde hij voor bijvoorbeeld Gianna Nannini en Pussycat, en schreef hij mee aan enkele nummers voor de laatste band. Sinds de Duitse hereniging is hij initiatiefnemer van manifestaties tegen extreemrechts.

## Biografie
In 1970 was hij een van de oprichters van de poprockband The Singing End, waarin ook songwriter Rainer Pietsch meespeelde als multi-instrumentalist en zanger. Van 1974 tot 1977 was hij toetsenist voor de Kölsche band Bläck Fööss.
Daarnaast en ook later was hij werkzaam als sessietoetsenist, producer en muziektechnicus. Hij speelde op alle nummers mee van de albums Inside out (1971) van The Lords, Zwo (1980) van Herbert Grönemeyer en Profumo (1986) van Gianna Nannini. Als toetsenist en songwriter werkte hij mee aan enkele nummers van Pussycat op het album After all (1982) en was hij een van de producers van ['tsvai] van Purple Schulz. Daarnaast werden verschillende van zijn composities door artiesten op een single uitgebracht en was hij producent van platen van verschillende artiesten. Hij richtte een eigen muziekuitgeverij op met de naam Mascot Music Rolf Lammers.
In 1992 was hij een van de oprichters van de Kölsche band L.S.E., samen met Tommy Engel en Arno Steffen. De band kende twee succesvolle albums, Für et Haetz un jaejen d'r Kopp (1992) en Ruhm kennt keine Gnade (1994) die beide meerdere weken in de Duitse hitlijsten stonden. De band kende verschillende wisselingen; Engel keerde in 1992 terug naar Bläck Fööss en onder meer trad Anke Schweitzer toe als zangeres. De band is nooit officieel opgeheven en gaf na de eeuwwisseling nog sporadisch gelegenheidsoptredens.
Lammers trad tijdens de Duitse hereniging verschillende malen naar voren tijdens manifestaties tegen extreemrechts en de anti-islambeweging. Samen met Schweitzer nam hij het initiatief voor de massademonstraties Arsch huh (1992 en 2012) en was hij nauw betrokken bij de manifestatie Köln stellt sich quer (2008).
- Gemeinsame Normdatei: 13443868X
- Virtual International Authority File: 79623254
- WorldCat: E39PBJgmTxQj4rRd44V3RJDwmd